# George Bishop Sudworth
George Bishop Sudworth (1864- 1927) fue un botánico estadounidense. A la fecha de su deceso, era Jefe dendrólogo del Forest Service de Estados Unidos. Durante su vida, publicó varios libros, siendo el más famoso A Check List of the Forest Trees of the United States.
Descubrió muchas nuevas especies y variedades de árboles de Norteamérica.

## Otras publicaciones
- 2012. The Forests of Tennessee: Their Extent, Character and Distribution... Reimpreso por Nabu Press, 48 pp. ISBN 1278386483

- 2012. Distinguishing Characteristics of North American Gumwoods: Based on the Anatomy of the Secondary Wood. Vols. 99-106. Con Clayton Dissinger Mell. Reimpreso por Nabu Press, 26 pp. ISBN 1275166857

- 2012. The White River Plateau and Battlement Mesa Forest Reserves... Reimpreso por Nabu Press, 192 pp. ISBN 1279470690

- 2010. Miscellaneous Conifers of the Rocky Mountain Region (1918). Reimpreso por Kessinger Publ. 84 pp. ISBN 1166933296

- 1917. The Pine trees of the Rocky Mountain region. Bull. of the U.S.D.A. 460. 47 pp.

- La abreviatura «Sudw.» se emplea para indicar a George Bishop Sudworth como autoridad en la descripción y clasificación científica de los vegetales.[1]